# Malagi, Hirekerur
Malagi là một làng thuộc tehsil Hirekerur, huyện Haveri, bang Karnataka, Ấn Độ.